# 佐々木日菜子
佐々木 日菜子（ささき ひなこ、8月10日 - ）は、日本の女性声優。岩手県出身。81プロデュース所属。

## 略歴
81演技研究所東京校出身。

## 人物
方言は岩手弁（かなり激しく訛れる）。声種はソプラノ（音域はmid1G〜hihihiG）。
趣味は歌唱、野球観戦。野球に関しては、広島東洋カープと佐々木朗希を応援している。特技は岩手弁で激しく訛る、岩手弁方言指導、水泳。
好きなことは海に行く、海産物を食べること（特にわかめ、めかぶ）、海の生き物を見ること、海の生物のモチーフの雑貨とけろけろけろっぴとマロンクリームのグッズ集め。

## 出演
太字はメインキャラクター。

### テレビアニメ
2005年
- かりん（女子）
- ゾイドジェネシス（女性、男の子）
- とっとこハム太郎（妹）

2006年
- ポケットモンスター アドバンスジェネレーション（トオコ）
- 錬金3級 まじかる?ぽか〜ん（子供）

2007年
- エル・カザド（Bレディ3号）
- Over Drive（生徒）
- きらりん☆レボリューション（女の子、客）
- ぜんまいざむらい（2007年 - 2009年、どろん小僧、五月雨太夫、子供B）
- バンブーブレード（吉河先生）
- ぷるるんっ!しずくちゃん（2007年 - 2008年、まいまい、女の人、お手伝いロボット）- 2シリーズ
- もっけ（2007年 - 2008年、クラスメートC、クラスメイトA、仲間）
- 湾岸ミッドナイト（女子生徒、幼少時の相沢圭一郎）

2008年
- アリソンとリリア（一年生、男の子A、子供達、男の子）
- イナズマイレブン（2009年 - 2011年、音無春奈）
- 銀魂（女子B、女）
- 鉄のラインバレル（矢島紗季）
- さぁイコー! たまごっち（ふらわっち）
- 全力ウサギ（売り子）
- デルトラクエスト（妹）
- To LOVEる -とらぶる-（生徒、カップル女、子供）
- ポケットモンスター ダイヤモンド&パール（2008年 - 2011年、リーシャン、女子生徒A、トオコ）- 1シリーズ + 特別編
- ポケモン不思議のダンジョン 時の探検隊・闇の探検隊（コリンク〈妹〉）
- マクロスF（あい君、ブレラ・スターン〈少年時代〉、キャスター、女子高生）
- まめうしくん（くりきんとん）

2009年
- エレメントハンター（訓練生）
- 極上!!めちゃモテ委員長（えみり）
- こばと。（2009年 - 2010年、亮平、女の子）
- 聖剣の刀鍛冶（リーザ・オークウッド）
- DARKER THAN BLACK -流星の双子-（女の子B）
- たまごっち!（2009年 - 2014年、ふらわっち、ばぐばぐっち、ウィンディっち、くまったっち、たまこ姫、ちびぱっち、いしぱっち弟、あまくっち、チャピっち、もなかっち、リンスっち、タライ（とりぽんず）、むらさきバグっち、あめあーとっち、たこみっち、ママなでしこっち 他） - 4シリーズ
- チーズスイートホーム あたらしいおうち（リュウくん、犬、黒トントン、子猫達）
- PandoraHearts（女生徒C）
- ポケモン不思議のダンジョン 空の探検隊 時と闇をめぐる最後の冒険（チリーン）

2011年
- イナズマイレブンGO（2011年 - 2013年、音無春奈、ネイラ、矢嶋成海、ヤシャ、ブル・レクス、メイア、ピノ、アマンダ・ターナー、チュルカ・ポッタ 他） - 3シリーズ
- バクマン。（男の子）

2014年
- カードファイト!! ヴァンガードG（エイタ）

2015年
- どちゃもん じゅにあ（やえこ）

2018年
- イナズマイレブン アレスの天秤 / オリオンの刻印（2018年 - 2019年、音無春奈、阿保露光）- 2シリーズ

### 劇場アニメ
2007年
- えいがでとーじょー! たまごっち ドキドキ! うちゅーのまいごっち!?（ばぐばぐっち、ふらわっち）
- 劇場版ポケットモンスター ダイヤモンド&パール ディアルガVSパルキアVSダークライ（マリル）
- ねずみ物語 〜ジョージとジェラルドの冒険〜（ねずみ達）

2008年
- 映画! たまごっち うちゅーいちハッピーな物語!?（ばぐばぐっち）
- 劇場版ポケットモンスター ダイヤモンド&パール ギラティナと氷空の花束 シェイミ（カコ）

2009年
- 劇場版 マクロスF 虚空歌姫〜イツワリノウタヒメ〜（アイ君）

2010年
- 劇場版イナズマイレブン 最強軍団オーガ襲来（音無春奈）
- 昆虫物語 みつばちハッチ〜勇気のメロディ〜（公園のアリたち）

2011年
- 劇場版イナズマイレブンGO 究極の絆 グリフォン（音無春奈）
- 劇場版 マクロスF 恋離飛翼〜サヨナラノツバサ〜（アイ君）

2012年
- やなせたかしシアター ロボくんとことり（あひる）

2017年
- たまごっち ひみつのおとどけ大作戦!（たまこ姫）

2024年
- 映画 イナズマイレブン総集編 伝説のキックオフ（音無春奈）

### OVA
- .hack//G.U. TRILOGY（2008年）
- やなせたかしメルヘン劇場 ロボくんとことり（2008年、あひる）
- “文学少女”メモワールIII -恋する乙女の狂想曲-（2010年、女子中学生3）
- イナズマイレブン Reloaded（2018年、音無春奈）

### Webアニメ
- イナズマイレブン アウターコード（2016年、喜多海流、阿保露光、音無春奈、栗松晋平、栗松勝平、栗松エツ子）

### ゲーム
2006年
- クイズ きらめきスターロード（田辺みさこ）

2008年
- マクロスエースフロンティア（パイロット女A）

2009年
- イナズマイレブン2 脅威の侵略者 ファイア/ブリザード（音無春奈）
- テイルズ オブ ヴェスペリア（受付嬢）※PS3版
- マクロスアルティメットフロンティア（シラカワ・ミユキ）

2010年
- イナズマイレブン3 世界への挑戦!! スパーク/ボンバー/ジ・オーガ（音無春奈）
- カードでちゃくしん!たまごっち!（ふらわっち、たまこ姫、初代たまこ姫、ダークフラワーX）
- たまごっちのなりきりチャレンジ（ふらわっち）

2011年
- イナズマイレブン ストライカーズ（2011年 - 2012年、音無春奈、アポロン、喜屋武梨花、小鳥遊忍、ヤシャ、ネイラ、マッコール・キサッラ） - 3作品
- イナズマイレブンGO（2011年 - 2013年、音無春奈、サスケ〈子犬〉、メイア、矢嶋成海）- 3作品
- たまごっちコレクション（ふらわっち、たまこ姫）
- マクロストライアングルフロンティア（シラカワ・ミユキ）

2015年
- グランブルーファンタジー（ノルセル）

2019年
- テイルズ オブ ヴェスペリア REMASTER（受付嬢）

2020年
- ファイナルファンタジーVII リメイク

### ドラマCD
- あなたと恋におちたい（2006年、看護師B）
- テイルズ オブ ヴェスペリア（2009年、ライラ）

### 吹き替え

#### アニメ
- きかんしゃトーマス ※テレビ東京版

### ラジオ
- 声優王国!あんたの声が好きやねん（ラジオ大阪、パーソナリティ〈第9期〉）

### デジタルコミック
- VOMIC 青空エール（2009年、森優花）

## ディスコグラフィ

### キャラクターソング
| 発売日        | 商品名                                                | 歌                                                                   | 楽曲           | 備考                                   |
| ------------- | ----------------------------------------------------- | -------------------------------------------------------------------- | -------------- | -------------------------------------- |
| 2014年2月19日 | イナズマイレブンシリーズ5周年記念「本当にありがとう」 | 木野秋（折笠富美子）、音無春奈（佐々木日菜子）、雷門夏未（小林沙苗） | 「流星ボーイ」 | テレビアニメ『イナズマイレブン』関連曲 |

### シリーズ一覧
1. ↑  『ストライカーズ』『2012エクストリーム』（2011年）、『2013』（2012年）
2. ↑  『シャイン/ダーク』（2011年）、『2 クロノ・ストーン ネップウ/ライメイ』（2012年）、『ギャラクシー ビッグバン/スーパーノヴァ』（2013年）